# Округ Батс (Џорџија)
Батс (енгл. Butts County) је округ у америчкој савезној држави Џорџија.

## Демографија
По попису из 2010. године број становника је 23.655, што је 4.133 (21,2%) становника више него 2000. године.
| Група             | 2000.          | 2010.          |
| Белци             | 13.366 (68,5%) | 16.200 (68,5%) |
| Афроамериканци    | 5.627 (28,8%)  | 6.469 (27,3%)  |
| Азијати           | 50 (0,3%)      | 109 (0,5%)     |
| Хиспаноамериканци | 277 (1,4%)     | 597 (2,5%)     |
| Укупно            | 19.522         | 23.655         |